# Claude Thornhill
Claude M. Thornhill, (ur. 10 sierpnia 1908 w Terre Haute, zm. 1 lipca 1965 Caldwell) – amerykański muzyk jazzowy, pianista, aranżer, kompozytor i bandlider. Współtwórca stylu cool.

## Życiorys
Był synem Jamesa Chestera (1882–1948) – mechanika samochodowego i  Maude Ethel z d. Martin (1885–1967) – dyrygentki chóru i organistki kościelnej. Od wczesnego dzieciństwa wykazywał talent muzyczny. Mając dziesięć lat zaczął grać na fortepianie, zachęcany przez matkę, która miała nadzieję, że zostanie pianistą koncertowym. On jednak od muzyki poważnej wolał jazz. Kilka lat później grał już zawodowo w lokalnych zespołach Leo Baxtera i Jacka O’Gdrady’ego. Równocześnie chodził do Garfield High School. Z Dannym Polo, równie młodym i utalentowanym muzykiem – klarnecistą i trębaczem z niedalekiego Clinton stworzył duet, w którym występował w okolicznych miejscowościach. Po sezonie na parowcu wycieczkowym „George Washington” w The Heavy Elder’s Riverboat Orchestra i rocznej pracy w zespole Kentucky Colonels rozpoczął studia w The Cincinnati Conservatory of Music. Kontynuował je w filadelfijskim The Curtis Institute of Music, studiując nie tylko grę na fortepianie, ale także harmonię, kontrapunkt i aranżację.
Przez prawie dwa lata grał w zespole Austina Wylie’ego, występując obok m.in. klarnecisty Artie’ego Shawa w Cleveland i okolicach. Na początku 1931 przeniósł się na stałe do Nowego Jorku. W pierwszej połowie dekady współpracował z renomowanymi orkiestrami, prowadzonymi przez Hala Kempa, Paula Whitemana, Donalda Voorheesa, Freddy’ego Martina, Raya Noble’a i Benny’ego Goodmana. M.in dzięki temu stał się bardzo cenionym aranżerem. Jego nazwisko pojawiło na kilku płytach Billie Holiday. Dla wokalistki Maxine Sullivan zaaranżował utwór Loch Lomond, który stał się jej wielkim przebojem.
W końcu lat 30. wyjechał na Zachodnie Wybrzeże. Pracował jako „wolny strzelec”. Pomógł wokaliście Skinnay’emu Ennisowi założyć orkiestrę oraz sprawował kierownictwo muzyczne w programie The Bob Hope Show. Choć jako lider nagrywał już w 1937, dopiero w 1940 za namową Glenna Millera, swojego przyjaciela, założył własną orkiestrę. Zespół charakteryzowało niezwykłe brzmienie dzięki granym przez rogi długim dźwiękom, ograniczającym vibrato i niekiedy towarzyszącym brzękliwym tonom fortepianu lidera. Instrumentarium tworzące owo spokojne brzmienie składało się z dwóch waltorni, tuby i czasami sześciu instrumentów stroikowych grających unisono partie klarnetów. Orkiestra wykonywała dużo ballad i dlatego przez część odbiorców była uznawana za bardziej „romantyczną” niż swingową. Jednakże po zaangażowaniu w 1941 nowego, młodego aranżera, Gila Evansa, big-band zyskał na znaczeniu i popularności zarówno wśród publiczności, jak krytyki jazzowej. W maju tego roku czasopismo muzyczne „Metronome” uznało The Claude Thornhill Orchestra za „big-band wszech czasów”.
Wybuch II wojny światowej i następujące po nim wydarzenia położyły kres pierwszemu wydaniu jego orkiestry. W 1942 wstąpił ochotniczo do marynarki wojennej Stanów Zjednoczonych. Otrzymał skierowanie do Pearl Harbor do orkiestry US Navy The Rangers, prowadzonej przez Artie’ego Shawa. W styczniu 1943 zespół został przeniesiony, jego zaś przydzielono do sztabu admirała Williama Halseya. Zajmował się organizacją i koordynacją koncertów i imprez rozrywkowych dla marynarzy. W tym czasie miał kontakt służbowy także z dowódcą floty Pacyfiku – admirałem Chesterem Nimitzem. Później aż do końca wojny prowadził orkiestrę na Hawajach.
Po demobilizacji i odejściu z wojska założył w 1946 nowy big-band, w składzie którego znaleźli się Gil Evans (ponownie), Danny Polo, perkusista Billy Exiner, wokalistka Fran Warren, trębacz Red Rodney oraz wschodzące gwiazdy jazzu – saksofoniści Lee Konitz i Gerry Mulligan. Orkiestra jednak nie odzyskała popularności i coraz częściej borykała się z angażami. Na początku lat 50. wskutek kłopotów finansowych i zdrowotnych rozwiązał big-band. W 1952 ożenił się z Ruth, z którą był do końca życia. Na estradzie pojawiał się sporadycznie. W 1957 na krótko powrócił do aktywnej pracy jako kierownik muzyczny u Tony’ego Bennetta. Później aż do śmierci prowadził sekstet, występując nieregularnie i pozostając niemal w zapomnieniu.
Zmarł na zawał serca w swoim domu w Calldwell. Miał 56 lat. Został pochowany na cmentarzu Roselawn Memorial Park w rodzinnym Terre Haute.

## Wybrana dyskografia
- 1949
  - Claude Thornhill – Piano Reflections (Columbia)
  - Claude Thornhill – Dance Parade (Columbia)
- 1953 Claude Thornhill and His Orchestra – Dream Stuff! (lub Dream Music) (Trend)
- 1956 Claude Thornhill – Dinner for Two ( RCA Camden)
- 1957 Sleepy Serenade (Design Records)
- 1958
  - The Thornhill Sound (Columbia)
  - Two Sides of Claude Thornhill and His Orchestra (Kapp Records)
- 1971 The Early Cool – A Memory of Claude Thornhill (Ember Records)
- 1980 Claude Thornhill 1948 – The Song Is You (Hep Records)
- 1999 Claude Thornhill and His Orchestra – The Transcription Performances 1947 (Hep)
- 2000 Claude Thornhill – Snowfall (Past Perfect Records)
- 2004 Claude Thornhill and His Orchestra – The 1949-53 Performances (Hep)
- 2007
  - Claude Thornhill and His Orchestra – The 1946-47 Performances Vol. 1 (Hep)
  - Claude Thornhill and His Orchestra – The 1946-47 Performances Vol. 2 (Hep)

Zestawienie wg dat wydania płyt

## Upamiętnienie
W 1984 został pośmiertnie wprowadzony do Panteonu Sław Big-bandów i Jazzu (The Big Band and Jazz Hall of Fame).